# Jardín Botánico de la Universidad de Módena
El Jardín Botánico de la Universidad de Módena en italiano : L’Orto Botanico dell'Università di Modena e Reggio Emilia (en latín: Hortus Botanicus Mutinensis), es un jardín botánico de algo más de una hectárea de extensión que se encuentra en el centro de la ciudad antigua de Módena, perteneciente a la Universidad de Módena, a su recientemente creado Departamento del "Museo di Paleobiologia e Orto Botanico".
El código de identificación internacional de "L’Orto Botanico dell'Università di Modena e Reggio Emilia" como miembro del "Botanic Gardens Conservation Internacional" (BGCI), así como las siglas de su herbario MOD.

## Localización
Orto Botanico dell' Universita, Viale Caduti in Guerra 127, I-41100, Modena, Emilia-Romagna, Italia
Planos y vistas satelitales44°39′0″N 10°56′0″E / 44.65000, 10.93333

## Historia
El "Orto Botanico di Modena" fue constituido en 1758, por voluntad del Duque Francisco III de Este, que destinó una parte del jardín Ducal para la "exhibición" de plantas medicinales. En 1765 fue colocado bajo la "Cattedra Pubblica di Botanica a vantaggio della Facoltà Medica e dell'Arte Aromataria". Entonces comenzaron las obras para la construcción de una "estufa", con el fin de introducir especies exóticas. 
En 1772, con la Gran Reforma Universitaria voluntad de Francisco III, el "Orto Botanico" pasó a la jurisdicción de la Universidad de Módena. 
Siendo su director Giovanni Dè Brignoli di Brunnhoff (1818 1855), incrementó las colecciones en gran medida construyendo la parte central detrás de las dos estufas, creando el Museo Botánico. El funcionamiento del jardín botánico estuvo en la plenitud de todas sus funciones, con intercambio de semillas con otros 126 jardines botánicos de todo el mundo, investigación, donaciones, y adquisiciones, haciendo que el patrimonio del material botánico aumentara considerablemente.
El herbario, iniciado por De Brignoli, fue desarrollado bajo la dirección de Ettore Celi (1856 1873), quien fue el autor de una "Guida al Parterre Scuola nell'Orto Botanico della Regia Università di Modena" (Celi, 1862). 
En el 1874 la Cátedra de Botánica fue adjudicada al químico Giuseppe Gibelli, quien donó su biblioteca y su colección de especímenes de criptógamas vasculares. Diversas compras de colecciones de herbarios particulares y donaciones hicieron del Erbario Lichenologico dell'Università di Modena uno de los herbarios históricos italianos más importantes. Emilio Chiovenda (1929 1935) enriqueció la colección con especímenes de Eritrea y de Somalia.
Gracias a la actividad de la profesora Daria Bertolani Marchetti (1981-1994) se promovió el "Orto Botanico" con un desarrollo científico y museístico, a la importancia que tiene actualmente. 
El "Orto Botanico" tiene estrechos lazos de colaboración con el cercano Jardín Botánico Alpino "Esperia".

## Colecciones

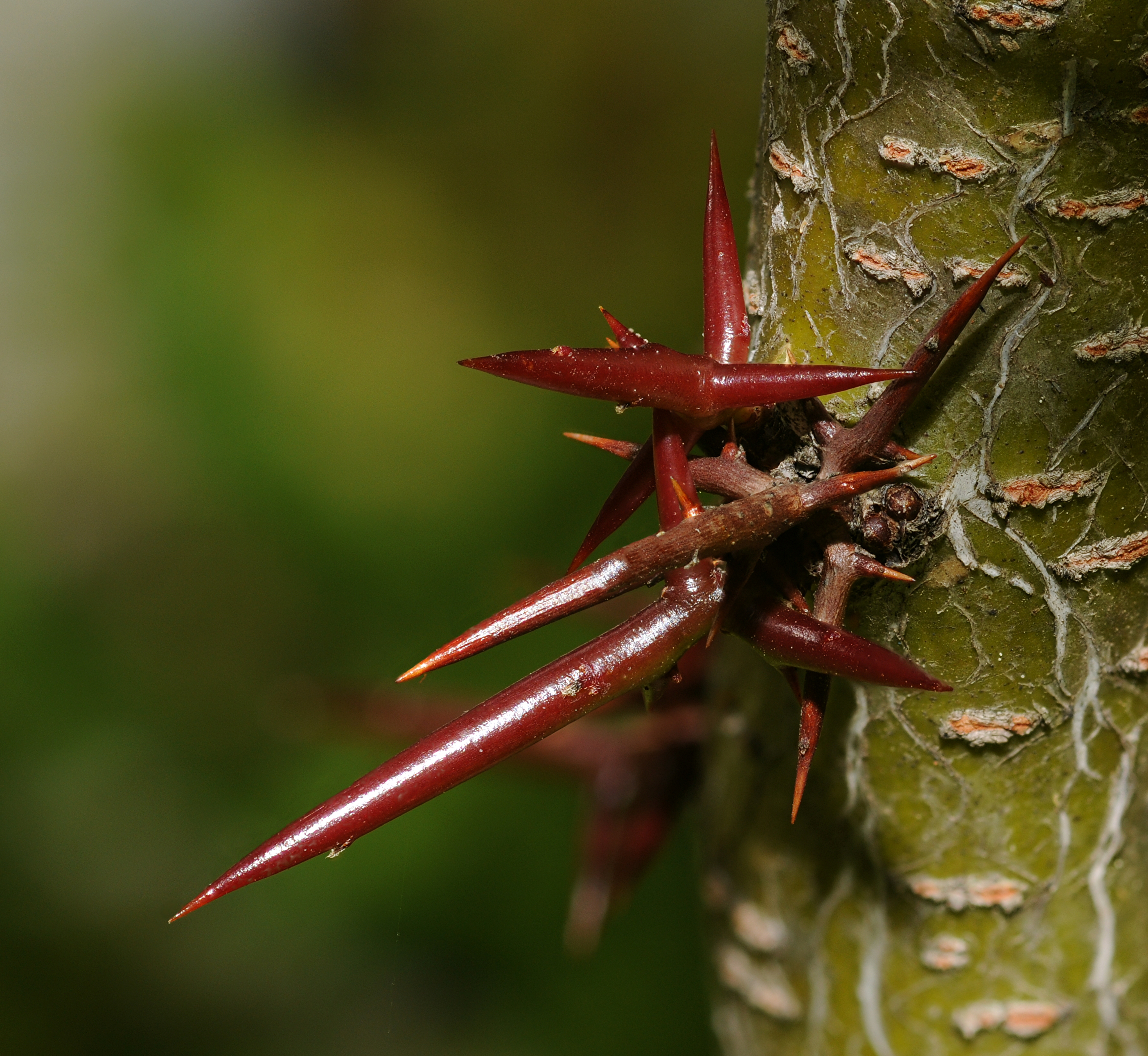
La corteza y espinas de Gleditsia triacanthos, especie existente en el Orto Botanico dell'Università di Modena e Reggio Emilia

Este jardín botánico son de destacar las siguientes secciones : 
- "Montagnola" - "montañas" con un arboreto de casi 200 plantas leñosas, incluyendo Abies cephalonica, Aesculus hippocastanum, Fagus sylvatica, Gleditsia triacanthos, Pinus wallichiana, Quercus robur, y Q. ilex.

- Escuela-Parterre - más de 2.000 m², que data del 1772, principalmente lechos florales con arbustos y plantas herbáceas distribuidos radialmente alrededor de un estanque central con plantas acuáticas, Nymphaea, Nuphar, Eichornia crassipes, Pistia stratiotes, Cyperus papyrus. Actualmente con unas 700 especies, principalmente de procedencia europea, incluyendo aquilegia, dianthus, iris (más de 100 especies), potentilla, y salvia.

- Tierras bajas - lechos florales irregulares, senderos de grava, y sendas laterales de piedra.

Los invernaderos:
- Serre Ducale - es la estructura más importante del jardín, levantada para mantener en el invierno las plantas más sensibles al frío, recientemente adaptado para cultivar especies tropicales Amaryllis, Clivia, Agapanthus, Crinus, Ficus, Ficus macrophylla.

- Invernadero de plantas suculentas (mediados de 1980) - primordialmente plantas suculentas y crasas, Cephalocereus euphorbioides, Euphorbia cactus, Agave victoriae-reginae.

- "Serretta" (1994) - con una mezcla de plantas (plantas carnívoras, helechos, Orchidaceae, etc.)